# Salina (Oklahoma)
Pour les articles homonymes, voir Salina.
Salina est une ville du comté de Mayes en Oklahoma.
Sa population était de 1 396 habitants en 2010.